# Lista de aves do Campus da USP
As seguintes aves podem ser encontradas na Cidade Universitária Armando de Salles Oliveira, que sedia a Reitoria da Universidade de São Paulo e a maioria de suas unidades:

## OrdemAccipitriformes
- Accipitridae
  - Elanus leucurus (gavião-peneira)
  - Rupornis magnirostris (gavião-carijó)[2]

## OrdemAnseriformes
- Anatidae
  - Dendrocygna viduata (irerê)

## OrdemApodiformes
- Apodidae
  - Chaetura andrei (andorinhão-do-temporal)
  - Streptoprocne zonaris (taperuçu-de-coleira-branca )

## OrdemCaprimulgiformes
- Caprimulgidae
  - Caprimulgus parvulus (bacurau-pequeno)
  - Nyctiphrynus ocellatus (bacurau-ocelado)
  - Nyctidromus albicolis (curiango-comum)
  - Podager nacunda (corucão)

- Nyctibiidae
  - Nyctibius griseus (urutau-comum)

## OrdemCharadriiformes
- Quero-queros voando em bando perto do espelho d'água na Praça do Relógio, na USPCharadriidae
  - Vanellus chilensis (quero-quero)
- Scolopacidae
  - Gallinago gallinago (narceja)

## OrdemCiconiiformes
- Ardeidae
  - Ardea alba (garça-branca-grande)
  - Ardeola striata (socozinho)
  - Egretta thula (garça-branca-pequena)
- Cathartidae
  - Coragyps atratus (urubu-de-cabeça-preta)

## OrdemColumbiformes
- Columbidae
  - Columba livia (pombo doméstico)
  - Columba picazuro (asa-branca)
  - Columbina minuta (rolinha-de-asa-canela)
  - Columbina talpacoti (rolinha-caldo-de-feijão)
  - Claravis godefrida (pararu-espelho)
  - Leptotila verreauxi (juriti-pupu)
  - Leptotila rufaxila (juriti-gemedeira)

## OrdemCoraciiformes
- Alcedinidae
  - Chloroceryle amazona (martim-pescador-verde)
  - Chloroceryle americana (martim-pescador-pequeno)
  - Megaceryle torquata (martim-pescador)

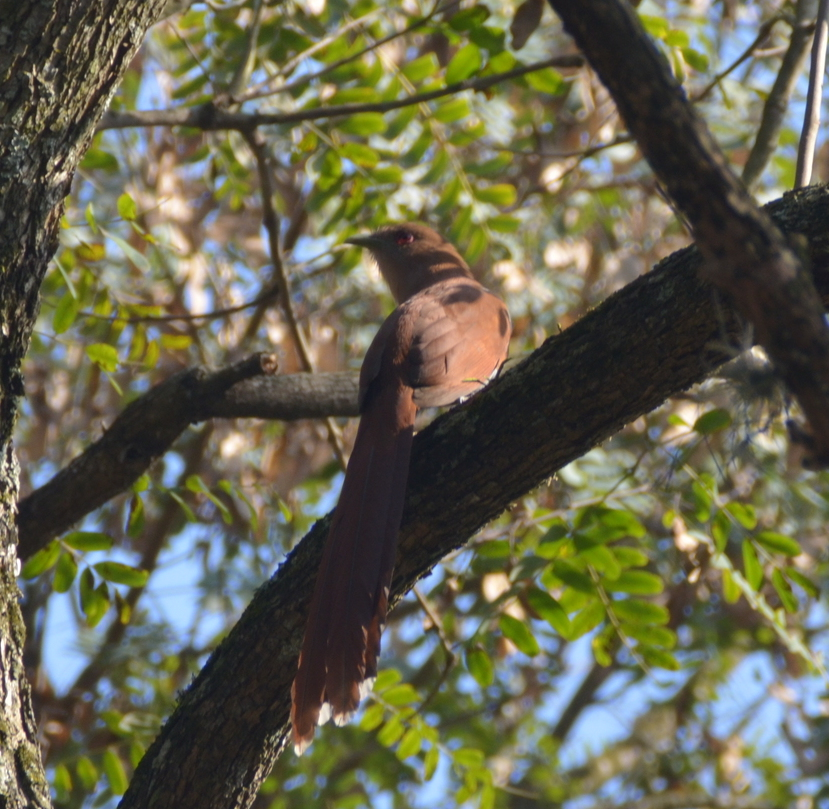
Alma-de-gato na Praça do Relógio

## OrdemCuculiformes
- Cuculidae
  - Piaya cayana (alma-de-gato)
  - Crotophaga ani (anu-preto)
  - Guira guira (anu-branco)

## OrdemFalconiformes
- Falconidae
  - Caracara plancus (carcará)
  - Falco femoralis (gavião-de-coleira)
  - Falco sparverius (quiriquiri)
  - Milvago chimachima (gavião carrapateiro)Carcará avistado na Escola Politécnica da USP

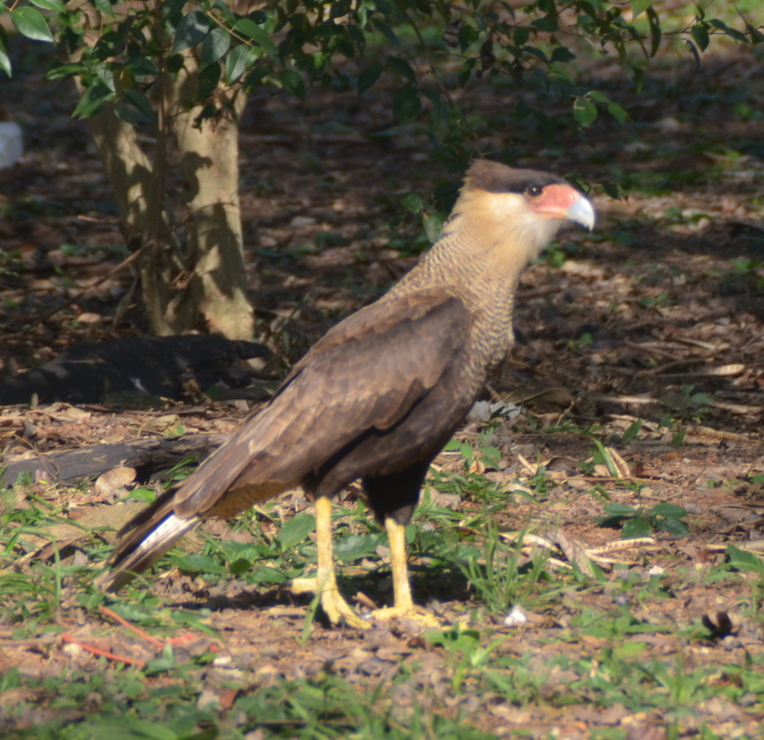
Carcará avistado na Escola Politécnica da USP

## OrdemGalliformes

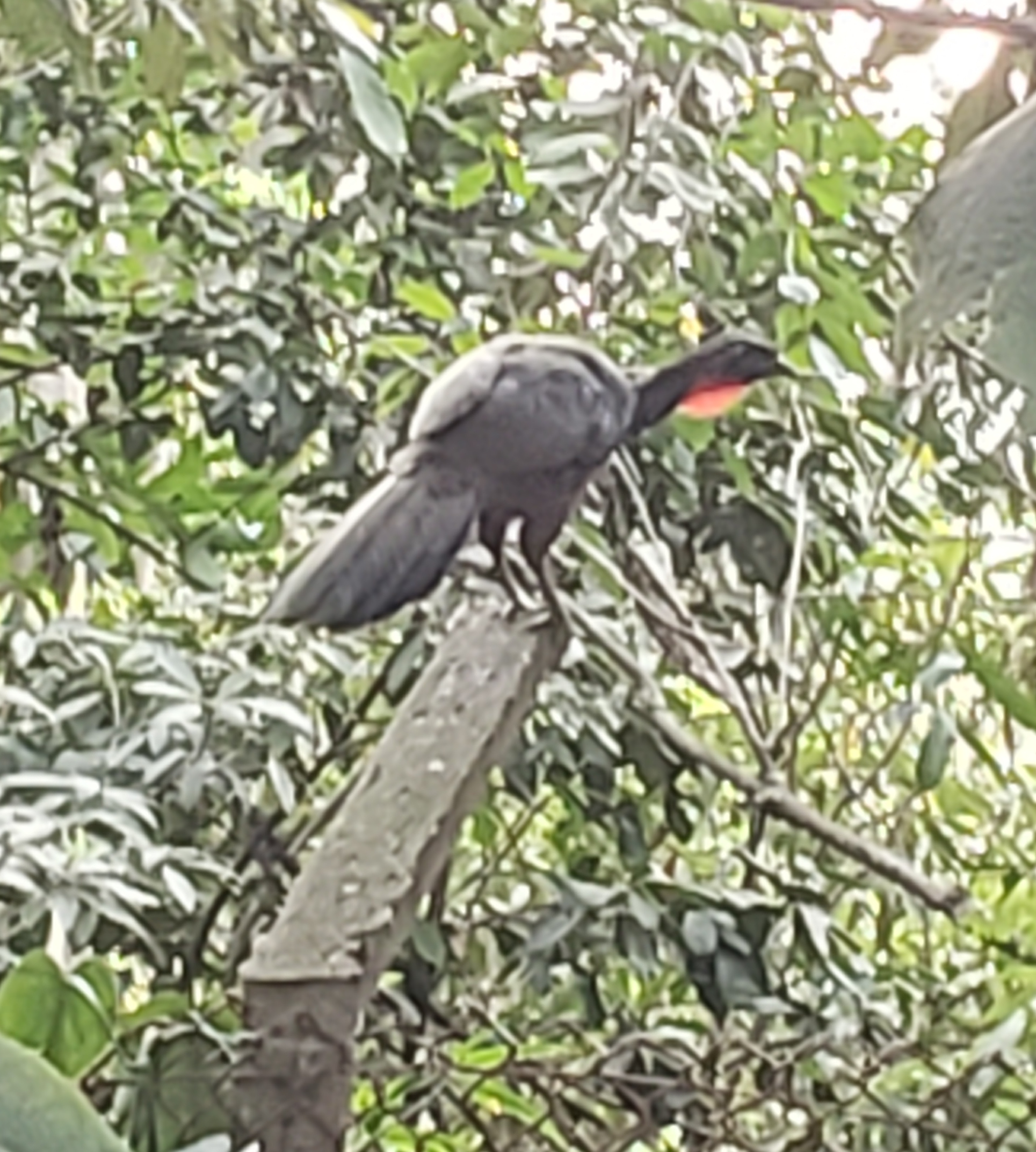
Jacu visto no Instituto de Biociências da Universidade de São Paulo

- Cracidae
  - Penelope obscura (jacuguaçu)[3]

## OrdemGruiformes
- Rallidae
  - Gallinula chloropus (frango-d'água)
  - Rallus maculatus (saracura-carijó)

## OrdemPasseriformes
- Corvidae
  - Cyanoxorax sp. (gralha; de observação eventual)
- Cotingidae
  - Procnias nudicollis (araponga; de observação eventual)
  - Pyroderus scutatus (pavó)
- Emberizidae
  - Cardinalinae
    - Saltator similis (trinca-ferro)

  - Emberizinae
    - Coryphospingus pileatus (galinho-da-serra; de observação eventual)
    - Haplospiza unicolor (cigarrinha)
    - Paroaria coronata (cardeal-de-topete-vermelho; de observação eventual)

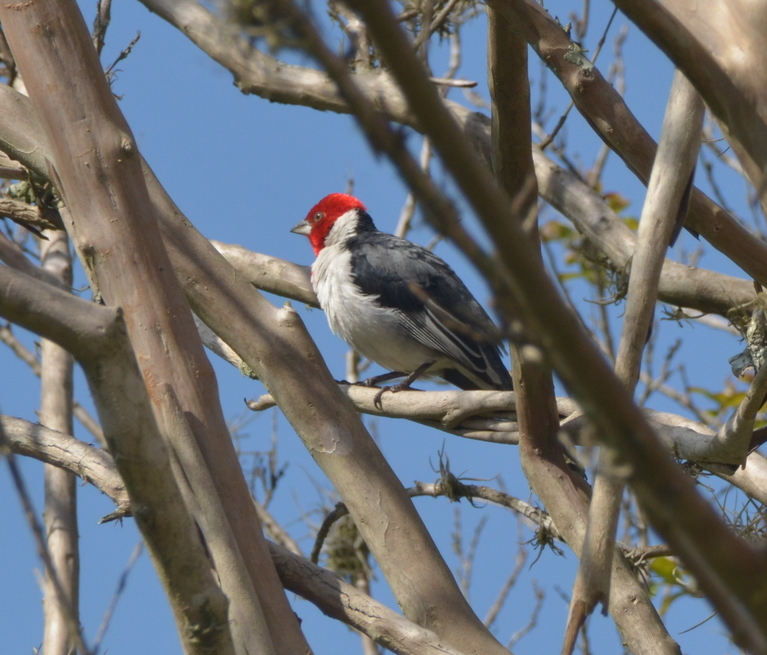
Cardeal-do-nordeste na Praça do Relógio

    - Cardeal-do-nordeste na Praça do RelógioParoaria dominicana (cardeal-do-nordeste)[4]
    - Sicalis flaveola (canário-da-terra)
    - Sicalis luteola (tipio)
    - Sporophila caerulescens (papa-capim ou coleirinho)
    - Volatinia jacarina (tiziu)
    - Zonotrichia capensis (tico-tico)

  - Tersinae
    - Tersina viridis (saí-andorinha)

  - Thraupinae
    - Dacnis cayana (saí-azul)
    - Dacnis nigripes (saí-de-pernas-pretas)
    - Euphonia chlorotica (vi-vi ou fim-fim)
    - Euphonia violacea (gaturamo-verdadeiro)
    - Hemithraupis ruficapilla (saíra-da-mata)
    - Pipraeidea melanonota (saíra-viúva)
    - Tachyphonus coronatus (tie-preto)
    - Tangara cayana (saíra-amarela)
    - Tangara preciosa (saíra-cara-suja)
    - Thlypopsis sordida (saíra-canário)
    - Thraupis cyanoptera (sanhaço-de-encontro-azul)
    - Thraupis palmarum (sanhaço-do-coqueiro)
    - Thraupis sayaca (sanhaço)

- Estrildidae
  - Estrilda astrild (bico-de-lacre)
- Fringillidae
  - Spinus magellanicus (pintassilgo)
- Furnariidae
  - Anumbius annumbi (cochicho)
  - Certhiaxis pallida (arredio)
  - Furnarius rufus (joão-de-barro)
  - Lochmias nematura (joão-porca)
  - Synallaxis spixi (joão-teneném)
- Hirundinidae
  - Notiochelidon cyanoleuca (andorinha-azul-e-branca)
  - Progne chalybea (andorinha-doméstica-grande)
  - Stelgidopteryx ruficollis (andorinha-serradora)
- Gnorimopsar chopi na USPIcteridae
  - Icterus cayanensis (encontro)

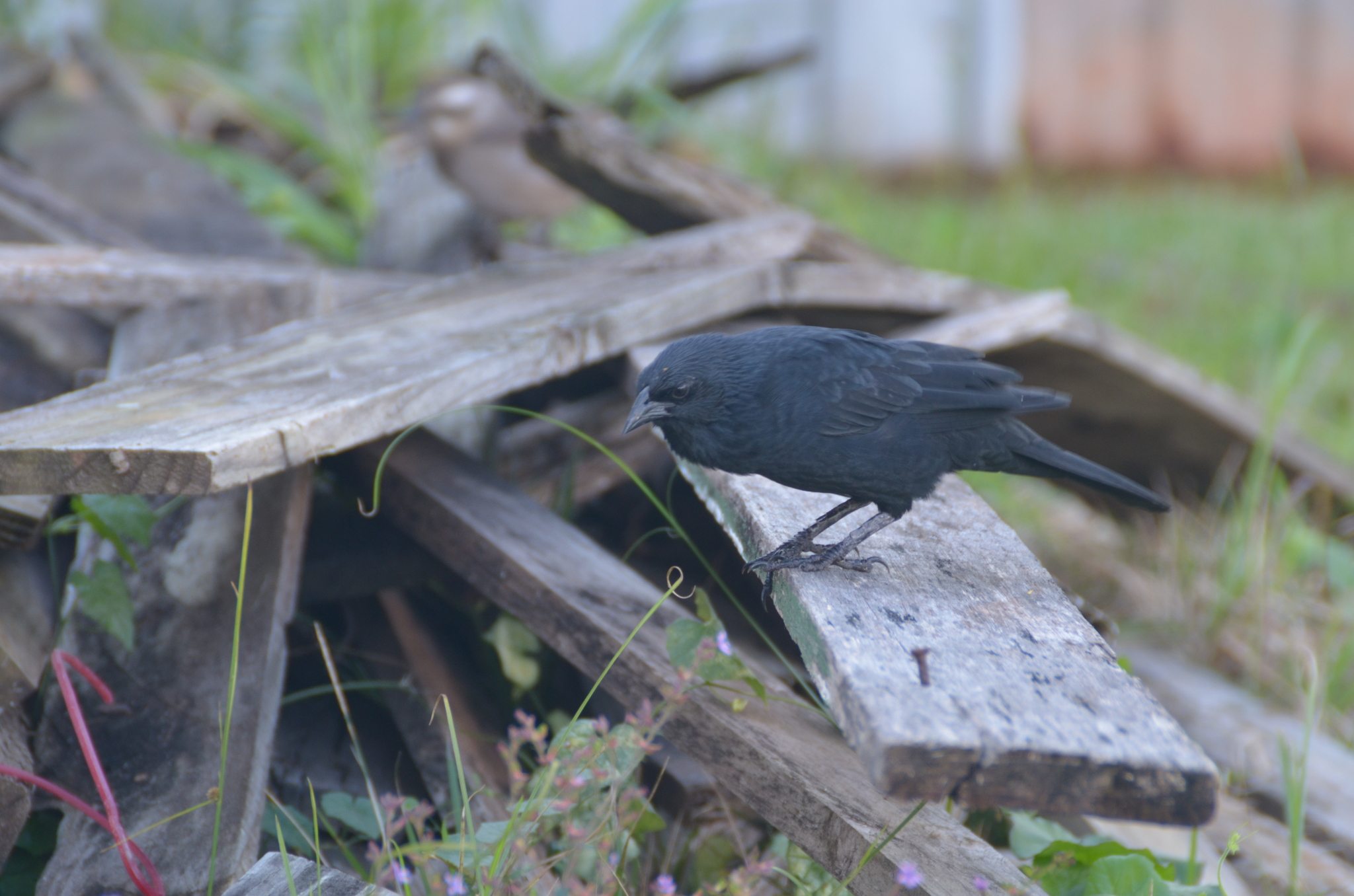
Gnorimopsar chopi na USP

  - Gnorimopsar chopi (pássaro-preto)
  - Um sabiá-barranco tentando alimentar um chupim na Praça do Relógio da USP, um exemplo de parasitismo de ninhadaMolothrus bonariensis (chopim)
  - Sturnella militaris (polícia-inglesa)
- Mimidae
  - Mimus saturninus (sabiá-do-campo)
- Motacillidae
  - Anthus lutescens (caminheiro-zumbidor)
- Muscicapidae
  - Platycichla flavipes (sabiá-una)
  - Turdus albicollis (sabiá-coleira)
  - Turdus amaurochalinus (sabiá-poca)
  - Turdus leucomelas (sabiá-branco)
  - Turdus rufiventris (sabiá-laranjeira)
- Ploceidae
  - Passer domesticus (pardal)
- Parulidae
  - Basileuterus culicivorus (pula-pula)
  - Conirostrum speciosum (figuinha-de-rabo-castanho)
  - Coereba flaveola (cambacica ou caga-sebo)
  - Geothlypis aequinoctialis (pia-cobra)
  - Parula pitiayumi (mariquita)
- Thamnophilidae
  - Thamnophilus caerulescens (choca-da-mata)
- Troglodytidae
  - Troglodytes aedon (corruíra)
- Tyrannidae
  - Elaeniinae
    - Camptostoma obsoletum (risadinha)
    - Elaenia flavogaster (guaracava)
    - Elaenia mesoleuca (tuque)
    - Phyllomyias fasciatus (piolhinho)
    - Serpophaga subcristata (alegrinho)
    - Todirostrum cinereum (ferreirinho-relógio)
    - Tolmomyias sulphurescens (bico-chato-de-orelha-preta)

  - Fluvicolinae
    - Knipolegus lophotes (maria-preta-de-penacho)
    - Lathrotriccus euleri (enferrujado)
    - Machetornis rixosa (bem-te-vi-do-gado)[2]
    - Myiophobus fasciatus (filipe)
    - Pyrocephalus rubinus (verão)
    - Satrapa icterophrys (suiriri-pequeno)
    - Xolmis cinerea (maria-branca)

  - Tyranninae
    - Attila rufus (capitão-de-saíra)
    - Megarhyncus pitangua (nei-nei)
    - Myiarchus swainsoni (irre)
    - Myiarchus tyrannulus (maria-cavaleira)
    - Myiozetetes similis (bem-te-vizinho)
    - Myiodynastes maculatus (bem-te-vi-rajado)
    - Pitangus sulphuratus (bem-te-vi)
    - Tyrannus melancholicus (suiriri)
    - Tyrannus savana (tesourinha)

  - Tityrinae
    - Pachyrampus validus (caneleiro-de-chapéu-negro)
    - Pachyrampus polychopterus (caneleiro-preto)
    - Tityra cayana (araponguinha)

  - Vireonidae
    - Cyclarhis gujanensis (pitiguari ou gente-de-fora-vem)
    - Vireo olivaceus (juruviara)

## OrdemPelicaniformes
- Phalacrocoracidae
  - Phalacrocorax brasilianus (biguá)

## OrdemPiciformes
- RamphastidaeTucano-toco próximo ao Conjunto Residencial da USP

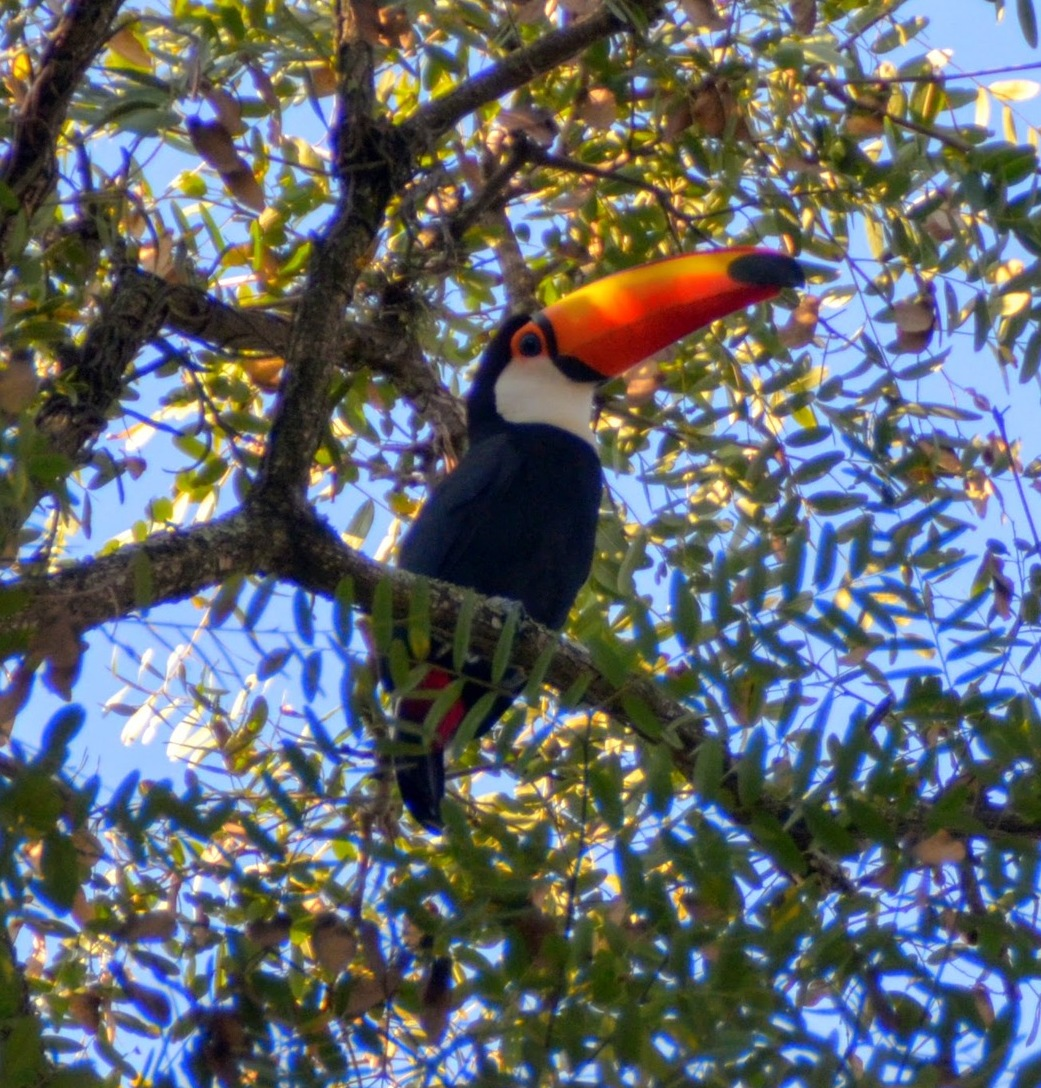
Tucano-toco próximo ao Conjunto Residencial da USP

  - Ramphastos dicolorus (tucano-de-bico-verde)
  - Ramphastos vitellinus (tucano-de-bico-preto)
  - Ramphastos toco (tucanuçu; de observação eventual)
- Picidae
  - Picumnus cirratus (pica-pau-anão)
  - Melanerpes candidus (pica-pau-branco)
  - Veniliornis spilogaster (pica-pauzinho-verde-carijó)
  - Colaptes campestris (pica-pau-do-campo)Pica-pau-do-campo no campus
  - Celeus flavescens (joão-velho)

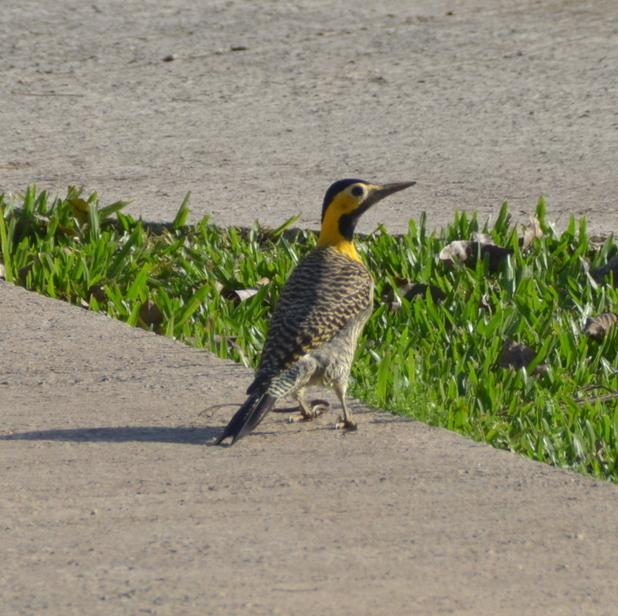
Pica-pau-do-campo no campus

  - Dryocopus lineatus (pica-pau-de-banda-branca)
  - Campephilus melanoleucos (pica-pau-de-topete-vermelho)

## OrdemPsittaciformes
- Psittacidae
  - Amazona aestiva (papagaio-verdadeiro; de observação eventual)
  - Anodorhyncus hyacinthinus (arara-azul-grande; de observação eventual)
  - Aratinga leucophthalmus (periquitão-maracanã)
  - Brotogeris tirica (periquito-rico)[2]
  - Brotogeris versicolorus (periquito-de-asa-amarela)
  - Brotogeris viridissimus (periquito-verde)
  - Diopsittaca nobilis (maracanã-nobre)
  - Forpus crassirostris (tuim)
  - Melopsittacus undulatus (periquito australiano; de observação eventual)
  - Pionopisitta pileata (cuiú-cuiú; de observação eventual)
  - Pionus maximilaini (maitaca-verde)
  - Pyrrhura frontalis (tiriba-de-testa-vermelha)

## OrdemStrigiformes
- Tytonidae
  - Tyto alba (suindara)
- StrigidaeCoruja-buraqueira na Praça do Relógio

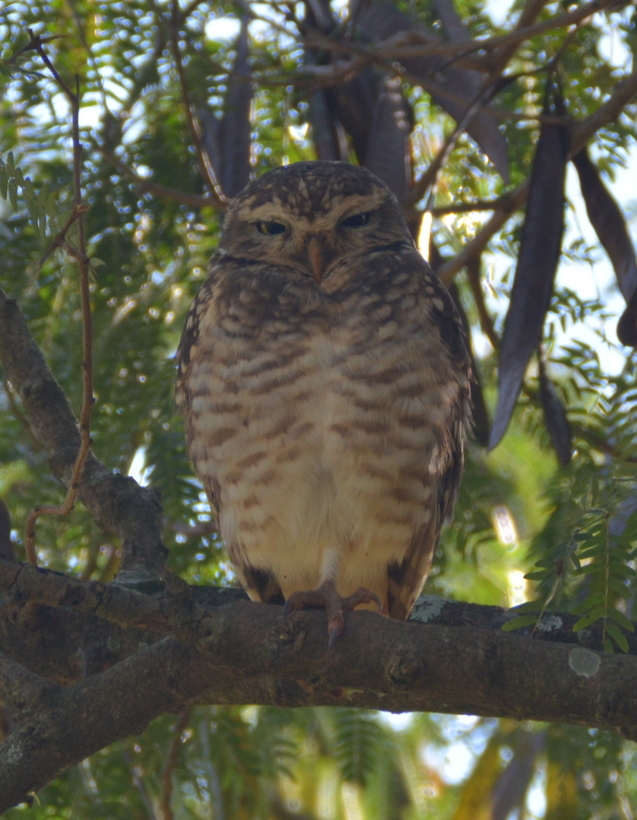
Coruja-buraqueira na Praça do Relógio

  - Athene cunicularia (coruja-buraqueira)[2]
  - Otus choliba (corujinha-do-mato)
  - Rhynoptynx clamator (mocho-orelhudo)

## OrdemTrochiliformes
- Trochilidae
  - Amazilia fimbriata (beija-flor-de-garganta-verde)
  - Amazilia lactea (beija-flor-de-peito-azul)
  - Colibri serrirostris (beija-flor-de-orelha-violeta)
  - Eupetomena macroura (beija-flor-tesoura)Beija-flor tesoura na USP

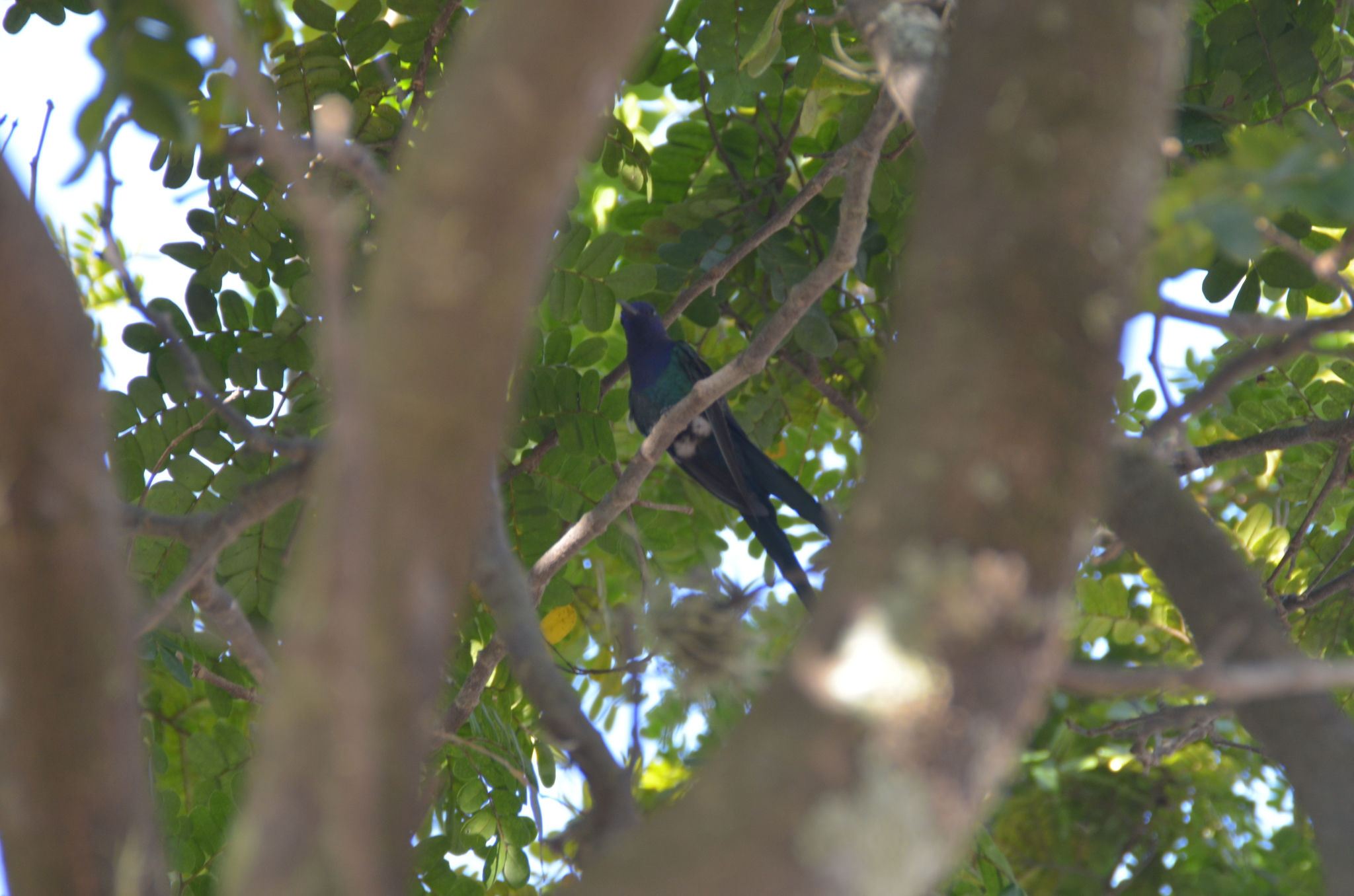
Beija-flor tesoura na USP

  - Heliomaster squamosus (estrela-verde-azulado)
  - Leucochloris albicollis (beija-flor-de-papo-branco)
  - Melanotrochilus fuscus (beija-flor-preto-e-branco)
  - Phaetornis eurynome (rabo-branco-da-mata)